# BMP-1步兵戰車
BMP-1步兵戰車是蘇聯第一種步兵戰鬥車，其設計是輕型坦克和裝甲運兵車的結合。
蘇聯陸軍自第二次世界大戰開始即奉行大裝甲戰爭，以坦克組成裝甲師對敵國進行衝鋒的大縱深作戰，故此要求步兵要跟隨坦克一起行動，這也是裝甲運兵車出現的原因，尤其是冷戰期間蘇軍預計會和西方發生核戰爭，故要求裝甲車輛可以運送士兵穿過核污染地帶直攻西歐，故在1966年蘇聯進一步推出BMP-1步兵戰鬥車。

## 基本資料
- 乘員：11人（車長，炮手，駕駛和8名士兵）
- 車長：6.74公尺
- 車闊：2.94公尺
- 車高：2.07公尺
- 重量：13.2噸
- 最快速度：65公里/小時
- 續航距離：500公里

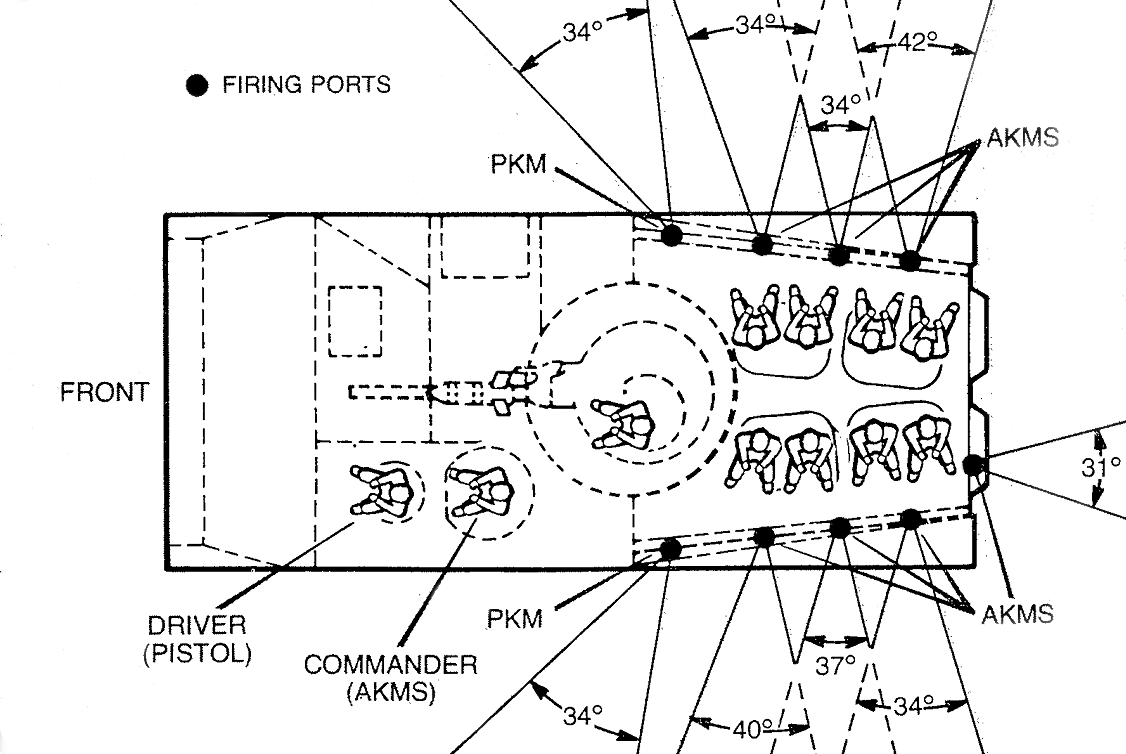
BMP-1的車內乘員圖

- 主武裝：73毫米口徑2A28滑膛炮+9M14嬰兒反坦克飛彈
- 副武裝：7.62毫米口徑PKT同軸機槍
- 發動機：一個300匹馬力UTD-20水冷式柴油

## 設計特點

### 車身

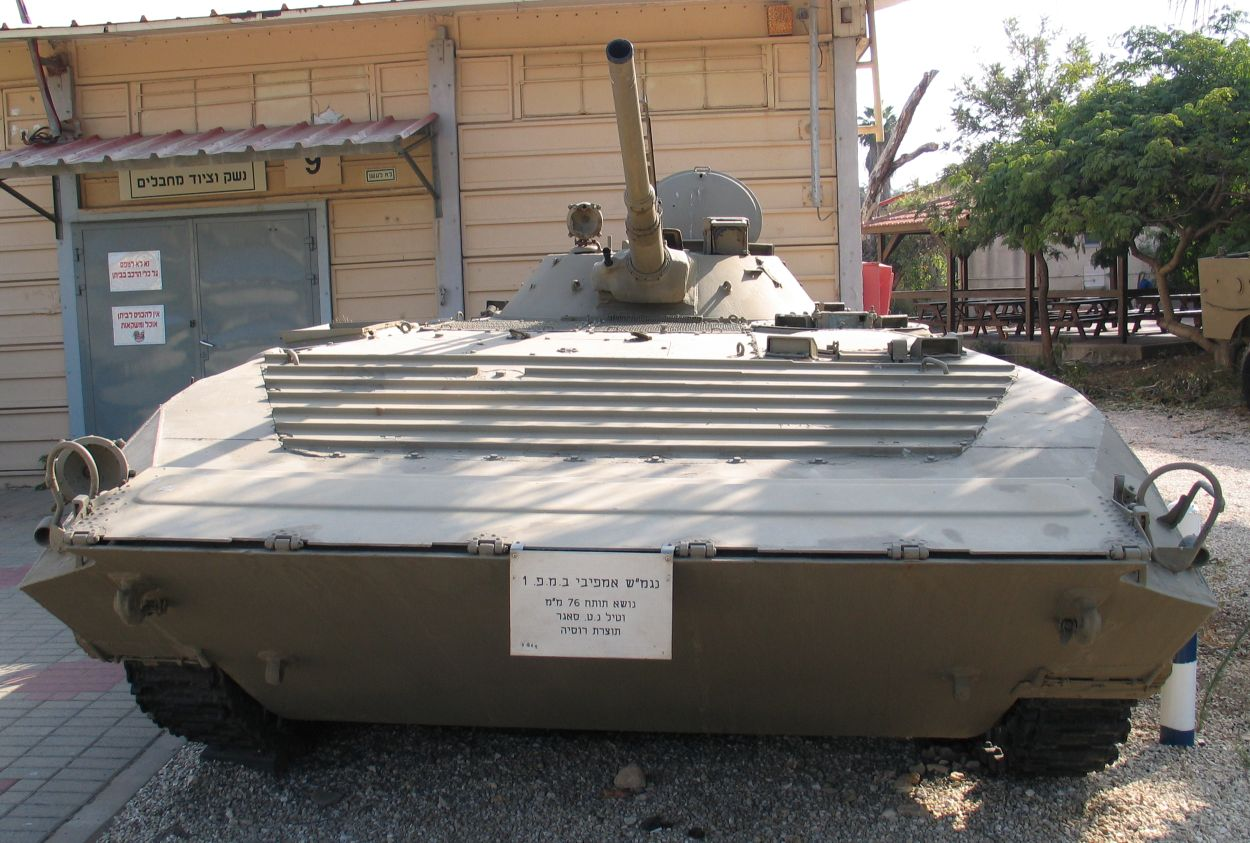
此圖可看到BMP-1正面的裝甲板和其上的5條加強橫樑，以及其車頭防浪板

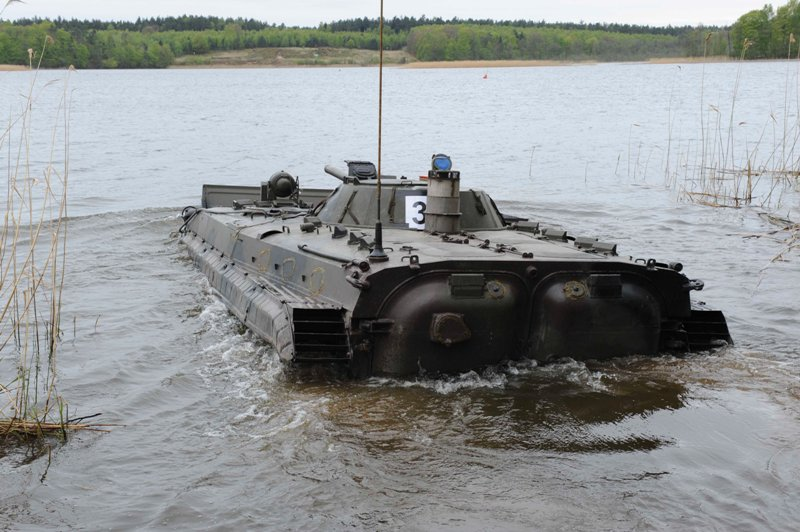
BMP-1可以在水上行駛，這也是BMP-1被採用的原因，因為一旦蘇軍進攻河流密佈的西歐，運送士兵的BMP-1可以隨時渡河，這對進攻的突然性和縮短戰鬥時間尤為重要

BMP-1步兵戰車的車身為鋼鐵結構，車身以傾斜裝甲組成外殼尤其是車首裝甲大幅傾斜80度，令它雖厚7毫米但卻等同37毫米厚的防護力，車身正面是一大塊有5條加強橫樑的裝甲板，打開此裝甲板會見到其動力系統，車身前方右側是動力艙，發動機和齒輪箱都被放在此，車前左側是駕駛和其身後的車長，車後是運兵艙可載8名士兵，兩排士兵是背對背坐，在兩排座椅之間是燃油箱，運兵艙兩側有槍孔可以讓士兵在車內向車外射擊手上的槍械（車前是PK通用機槍用槍孔，其餘是AK突擊步槍用槍孔），槍孔可以把槍械鎖緊以防當車輛行駛時因震動而滑入車內造成誤傷乘員，運兵艙上方還有四個可向上打開的艙蓋，車尾是兩道由人力向外打開的門，兩道門同時也是燃油箱而且在左側的那道門上也有槍孔。
BMP-1有兩側各有6個車輪，而由於其車重較輕故其履帶較窄（闊度為300毫米）而且有兩排履帶齒把車輪夾在中間，在履帶上方的車身上有鋁合金製的小型側裙，作用除了保護履帶上方也可以在水上行駛時產生流體動力隧道以便水上推進，BMP-1可以7至8公里/小時的速度在水上行駛（用履帶伐水推進），這是為了要渡過江河，因為其預計的西歐戰場河流眾多，而當在水上行駛時駕駛員要舉起車前的防浪板，而駕駛員中間的潛望鏡也要舉高以看到前方，其車尾的進氣管也要昇高，但由於BMP-1的車身前方有沉重的動力室和裝甲，以至其車身重心靠前，若在水上行駛而車尾的運兵艙是空的話，它會傾向前方（車頭向下而車尾向上）而非水平，蘇聯人為此曾嘗試在車尾加上沙包以平衡，後來從1972年開始生產的BMP-1把車身加長250毫米，車身上甲板加高43毫米和車身側下裝甲由15度加至22度，這樣去增加車身前方的水上浮力。
由於考慮到可能發生核子戰爭，BMP-1可以防核生化武器的攻擊，總的來說，BMP-1有著良好的機動性，快速運送士兵穿過污染區，由於蘇聯空軍的IL-76運輸機可以一次過運送2至3輛BMP-1，故BMP-1也有良好的戰略機動性。

### 炮塔

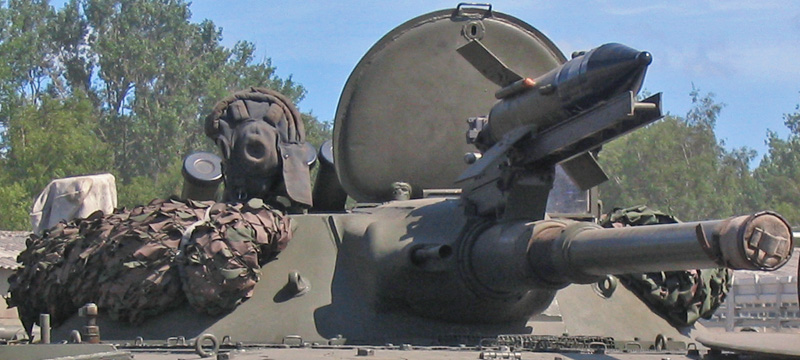
BMP-1的單人炮塔

BMP-1的車身中央是炮塔，炮塔有炮手操作一挺73毫米口徑2A28滑膛炮和其上的AT-3反坦克飛彈以及一挺PKT同軸機槍，2A28滑膛炮是由SPG-9無後座力炮發展出來的，主要發射高爆反坦克彈去攻擊敵方主戰坦克，蘇聯人宣稱其威力可炸穿西方坦克（例如豹1型坦克）的正面裝甲，其40發炮彈被放置在一個半自動上彈機之內，2A28也可以發射榴彈去攻擊敵方步兵但要拆除半自動上彈機。
BMP-1並無射控電腦和激光測距儀等設備，主炮也無水平和垂直穩定器，主炮的瞄準仍要用表尺等簡單的光學設備，故在開火時仍以傳統的停車開火為主。
BMP-1還有AT-3反坦克飛彈，每輛BMP-1配備有4發，使用時由炮手通過炮塔前的小艙門把飛彈推入發射軌，AT-3的控制桿在炮手座位下方，不用時可以取下放到座位之下。

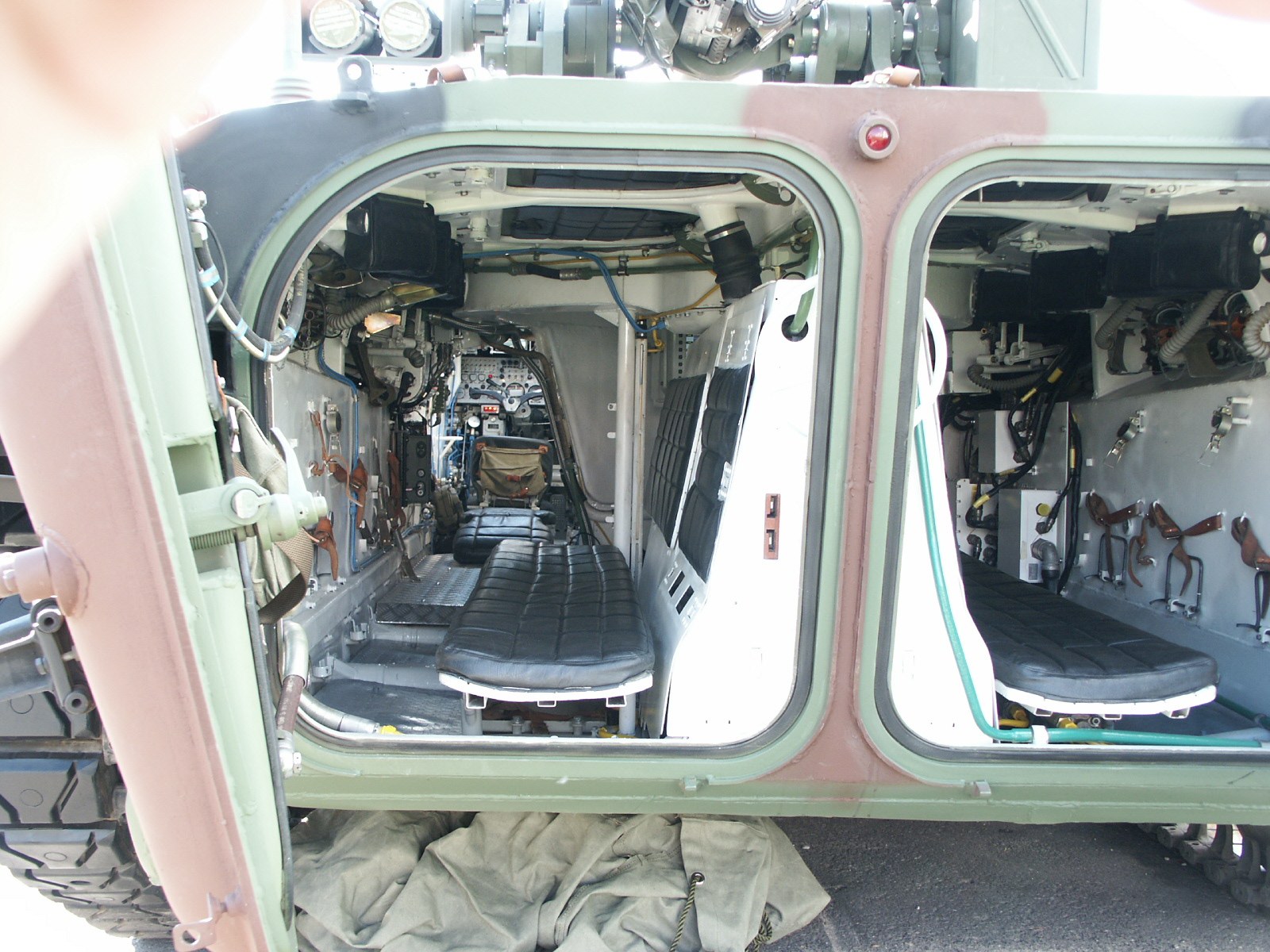
BMP-1的運兵艙

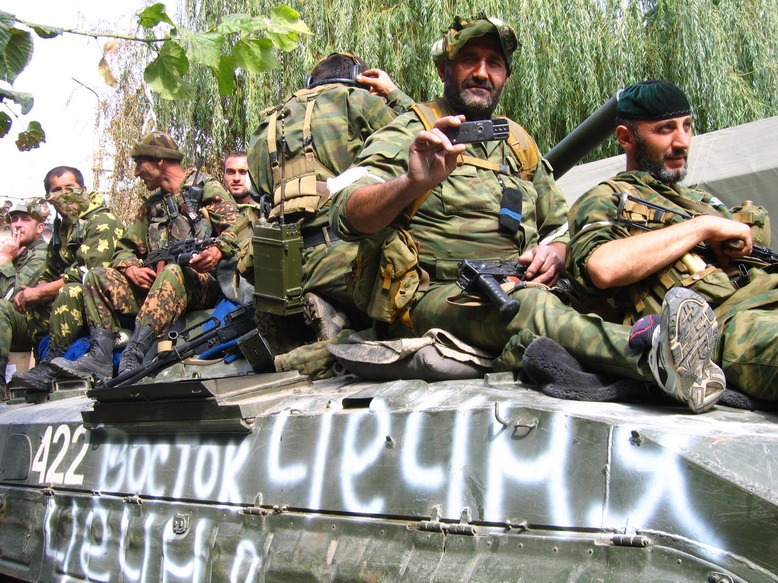
坐在BMP-1車頂的俄軍士兵

### 缺點
BMP-1的主要缺點是主要火力的2A28滑膛炮所發射的炮彈初速低以致射程短，而且由於瞄準設備簡單故命中率大約祇有三成（對1000公尺以外的目標），當為AT-3上彈時，炮手不能發射其他武器也不能對外觀察，而當上完彈後又要冒著戰場上的子彈把手伸出來為飛彈打開彈翼。BMP-1的防護力還未夠好，在實戰中甚至發現用12.7毫米口徑的重機槍子彈即可打穿其側面裝甲，BMP-1內部也無採用隔艙化設計，一旦中彈的話車內的炮彈容易被引爆而增加傷亡，這可說是蘇聯裝甲車輛的通病，而其運兵艙也太狹窄和乘坐不舒適而且無空調，不過對此蘇聯設計師認為BMP-1只是把步兵送上戰場，士兵之後要下車戰鬥，然後BMP-1會當作輕型坦克為步兵開路和作火力支援炮台，故步兵乘坐的時間不會太長，無需要寬敞舒適的運兵艙；但在前線的士兵很多寧願坐在車頂而不願坐在車內。

## 實戰

### 贖罪日戰爭

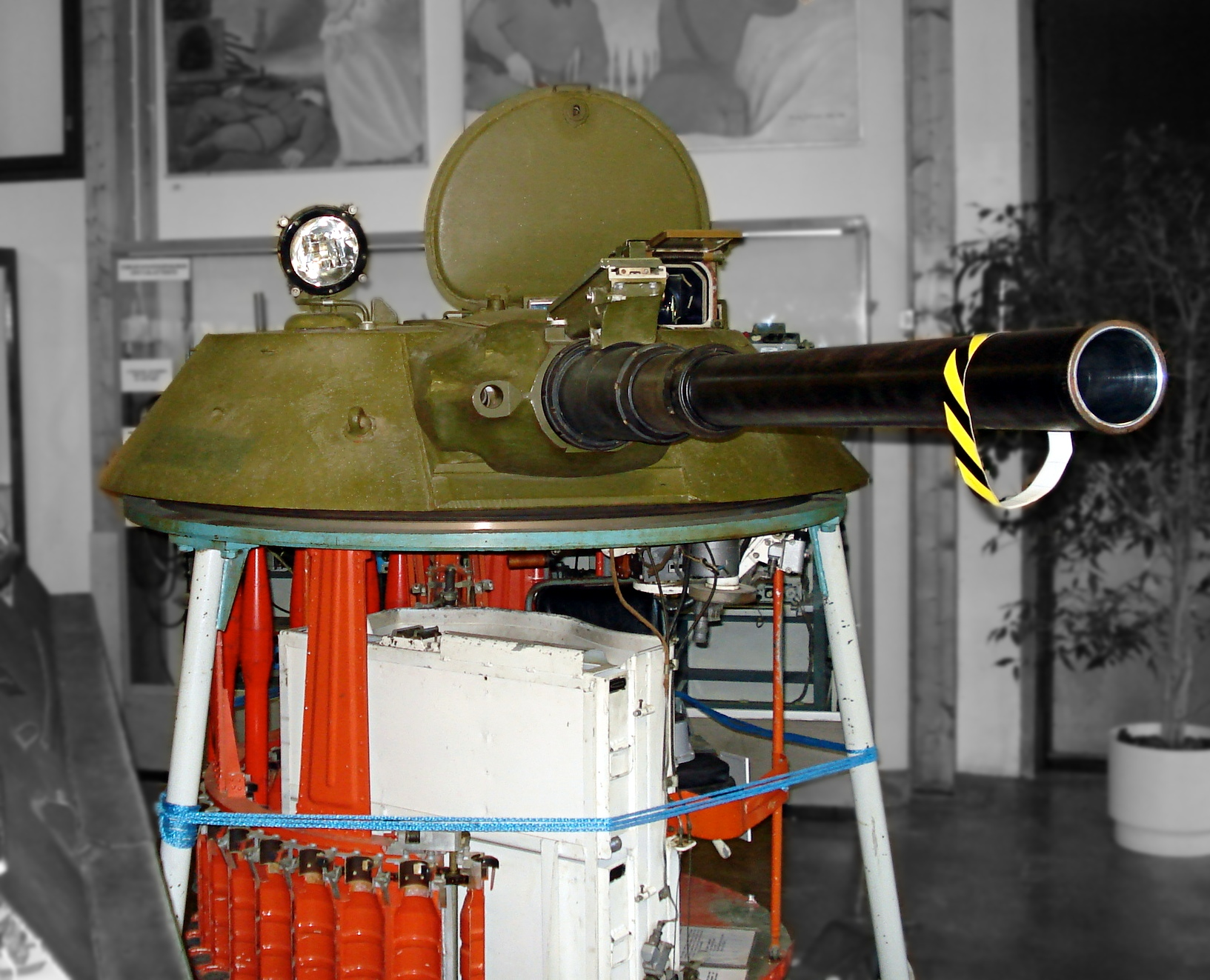
BMP-1的2A28滑膛炮和半自動上彈機，BMP-1在實戰中曾用主炮擊毀過美製M60坦克

1973年贖罪日戰爭（又名「第四次中東戰爭」），埃及軍和敘利亞軍總共有230輛BMP-1向以色列發動進攻。戰鬥一開打，埃及軍的BMP-1就載著士兵渡過蘇伊士運河進攻在西奈半島的以軍。以軍的美製M60主戰坦克和埃軍的BMP-1發生激戰，埃軍的BMP-1用AT-3反坦克飛彈擊毀多輛以軍M60；但以軍也用美製M2重機槍打穿BMP-1的側面裝甲。戰鬥中由於BMP-1車內無空調，埃軍感到炎熱而把運兵艙的車頂艙蓋打開，結果造成有些BMP-1被由從打開的車頂艙蓋投進來的以軍手榴彈炸毀。
另一方面，敘利亞軍的BMP-1在戈蘭高地進攻在防禦工事的以軍，此戰以軍用反坦克武器擊毀和擄獲50多輛敘軍的BMP-1；擄獲的BMP-1佔一半是由於機械故障後被敘軍放棄，敘軍稱呼BMP-1為「昂貴的運動跑車」，認為BMP-1機械故障多而且乘坐不舒適。但在1982年的黎巴嫩戰爭當中，敘軍的BMP-1乘員宣稱用2A28滑膛炮擊毀以軍的M60坦克和用AT-3反坦克飛彈擊毀以軍的梅卡瓦主战坦克。

### 阿富汗戰爭
1979年12月25日晚上9時，10輛BMP-1載著蘇軍特種兵進攻阿富汗阿格從而開始了阿富汗戰爭，蘇軍的目標是要殺死不聽話的阿富汗人民民主党总书记哈菲佐拉·阿明，此戰有一輛在最前面的BMP-1被阿富汗衛兵的火箭筒命中，車內的彈藥被引爆，其餘的BMP-1把它推開後把大門炸開，然後車上的特種兵下車攻入阿格並和衛兵駁火，阿明也死在亂槍之中。
接下來的戰爭是阿富汗反抗軍在路上放置炸彈去炸蘇軍車隊，蘇軍為此每隊加派兩輛BMP-1和一輛T-62主戰坦克來作護衛，1984年1月20日至21日，蘇軍第149機械化步兵團乘坐BMP-1和在武裝直昇機支援下進攻在昆都士的一個聖戰者基地，在BMP-1的火力之下有150名聖戰者被蘇軍打死，其餘也落荒而逃入山區，但也發現BMP-1主炮射角不足，在山地難以完全發揮火力尤其打不到躲在高處的聖戰者，聖戰者的重機槍子彈也可以打穿BMP-1的側面裝甲，地雷也造成近4成BMP-1損失。

### 兩伊戰爭
1980年9月兩伊戰爭開始時，伊拉克軍有1100輛BMP-1。伊軍的BMP-1運送士兵兵分三路進攻伊朗，當年10月的霍拉姆沙克爾戰役當中雙方都付出沉重的傷亡代價，經此戰役後令伊拉克軍把一部份的BMP-1改造成戰場救護車。1981年伊朗軍把戰線打回伊拉克境內，在伊拉克南部的巴士拉地區由於在兩河的三角洲水網地帶，伊拉克軍的BMP-1的水上行駛能力派上用場，伊拉克軍的BMP-1經常從水路進攻伊朗軍後方和補給站，這令伊朗軍高層鼓勵前線伊朗軍要多擄獲伊拉克軍的BMP-1。

### 海灣戰爭
1991年的海灣戰爭當中，由於以美軍為首的多國部隊有佔絕對優勢的空中武力，故伊拉克軍的BMP-1被聯軍飛行員打得如同電玩遊戲般傷亡慘重，但值得一提的是在當年的2月26日，一輛伊拉克軍的BMP-1用2A28滑膛炮發射的兩發炮彈擊毀了一輛美軍的M2布雷德利步兵戰車，一發命中其正面裝甲但無炸穿，另一發則命中其BGM-71拖式飛彈發射箱並把其引爆。

### 乍得內戰
利比亞的BMP-1曾用於乍得內戰，直接派軍隊去支持「人民武裝部隊」和「北方武裝力量」作戰，1987年3月在乍得北部，參戰的利比亞軍的BMP-1和T-55坦克被由法國支持的北方武裝力量伏擊，北方武裝力量乘坐汽車突然出現並用法國提供的米蘭反坦克飛彈和無後座力炮攻擊利比亞軍，利比亞軍在慌張之中甚至誤入由自己布下的地雷區，北方武裝力量進一步攻入利比亞軍大本營，此戰利軍有1296人被打死，438人和大批武器裝備被俘虜，當中包括120輛BMP-1，正是由於此戰令利比亞從乍得撤軍。

### 中南半島的戰事
越南於1978年出兵柬埔寨，1979年朝鮮把150輛本土生产的BMP-1“Korshun”運到越南，越軍的BMP-1“Korshun”主要用於對付柬埔寨境內的反越游擊隊，但這些反越游擊隊得到泰國幫助，泰國空軍甚至派出戰鬥機越境空襲越軍的BMP-1車隊等裝甲部隊，1985年2月，越軍裝甲部隊在奪得梅萊山後攻入泰國境內，3月5日，越軍在BMP-1和T-55坦克支援之下攻佔泰國武里喃府，5月17日，泰軍出動大批戰機和坦克反攻，越軍不敵而最終撤出泰國國境，柬軍也乘機奪回梅萊山。
1991年10月，越南終於從柬埔寨撤軍。

### 印度維和行動
印度應聯合國的要求於1987年7月28日起派出維和部隊到斯里蘭卡，印度軍的BMP-1主要用於巡邏以防泰米爾猛虎游擊隊作亂，但猛虎游擊隊仍不時伏擊印度軍，印度軍從10月15日起發動大攻勢，出動大批T-72主戰坦克和BMP-1進攻賈夫納，猛虎游擊隊用狙擊手對付印度軍，經常向印度軍的BMP-1K指揮車放冷槍，打死印度軍指揮官和通訊兵，經過兩星期戰鬥，印度軍終攻下賈夫納但猛虎游擊隊早已逃脫，1990年3月，印度軍因傷亡慘重而撤退離開斯里蘭卡。

### 車臣戰爭
俄軍在第一次車臣戰爭中出動BMP-1，車臣游擊隊利用反坦克火箭筒擊毀了多輛BMP-1，令BMP-1成為傷亡最重的俄軍裝甲車輛，而且發現如同在阿富汗戰場，BMP-1的主炮射角打不到在高處的車臣游擊隊，俄軍之後在城市攻防戰當中不再使用BMP-1，即使使用也先用坦克或自走炮對要進攻的地區炮轟一輪，然後才派BMP-1運送士兵進攻。

## 修改版本
- BMP-1K：指揮車版本，裝備R-111無線電和導航設備，1973年開始服役。
- BMP-1D：開發於1982年專門在阿富汗作戰，主要區別是：車身上安裝強化裝甲，由於重量增加，失去了渡河功能，最大涉水深度1.2公尺，同時拆除了反戰車飛彈。
- BMP-1P：车里雅宾斯克拖拉机厂设计局的改良版本，换装更強大的9K111"竞赛"反坦克導彈，加装防辐射材料制成的内衬层和覆层、6具902V"乌云"烟雾弹发射器、新增用于扑灭凝固汽油燃烧的手提式粉末灭火器，火炮装弹机仅保留40发炮弹的输送带。1978年8月18日，根据苏联国防部长的命令，苏军正式列装了改进型步兵战车BMP-1P。
- BMP-1PK：指揮車型改良版。
- BMP-1PG：BMP-1P的改良型，增加了AGS-17烈火自動榴彈發射器。
- BMP-1-30：安裝了BMD-2的炮塔
- BRM-1K：侦察车型
- BRM-1KM：更换新型觀瞄、熱成像系統和BTR-82的炮塔（30mm希普諾夫2A72機炮）
- BMP-1M：現代化版本，安裝了TKB-799 Kliver炮塔（30mm希普諾夫2A72機炮，9M133短號反坦克飛彈 ，熱成像儀，1K13-2雷射測距裝置）
- BMP-1U：烏克蘭改良版本。
- BVP-1：捷克斯洛伐克的BMP-1的改良型
- PBV-501：瑞典軍隊的改良型，拆除了大量原有的俄製規格裝備，增加了許多對應北約規格的裝備
- BMP-1A1：東德的BMP-1P的改良型。
- BWP-1：波蘭的BMP-1改良型。
- MLI-84：羅馬尼亞的BMP-1改良型，安裝了12.7毫米DShKM重機槍，並裝備更大功率的發動機，總重量16.6噸。
- MLI-84M：羅馬尼亞的MLI-84現代化版本，安裝了以色列的OWS-25R炮塔（25mm KBA-B07AA 機炮，7.62mm PKT機槍，兩枚反坦克飛彈）新型的400匹柴油發動機、兩側安裝了81mm煙霧發射器、拆除了DShKM重機槍，以及原本的9K11嬰兒反坦克飛彈。

## 使用國家

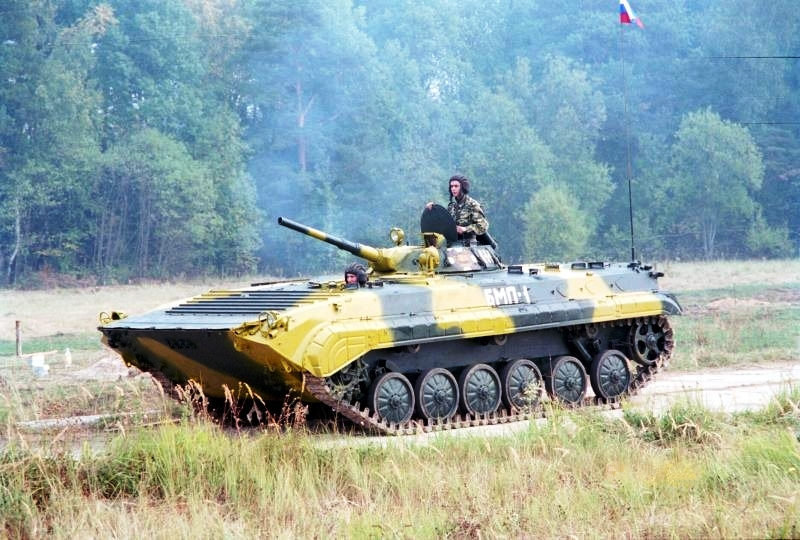
俄軍現在把BMP-1用於二線部隊和訓練單位

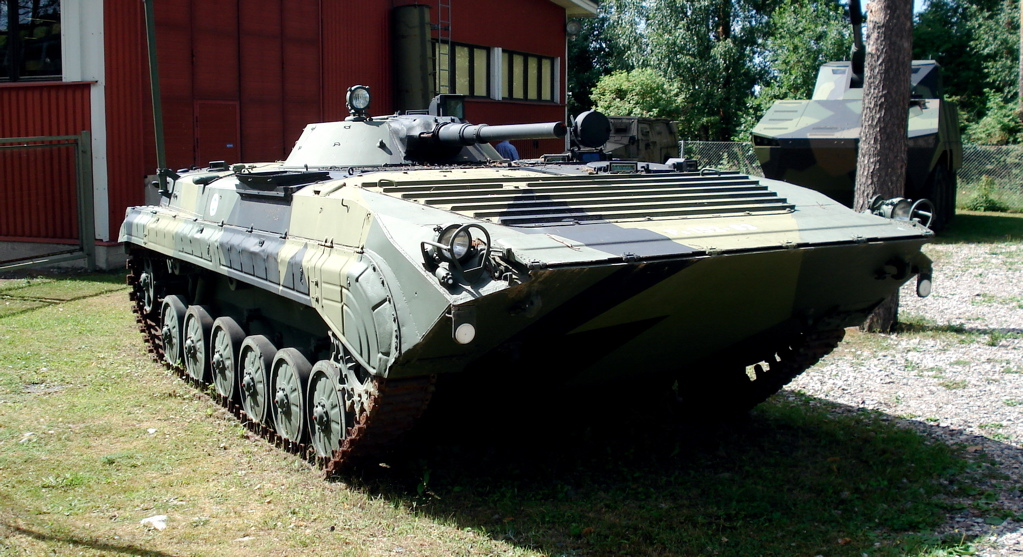
芬蘭的BMP-1

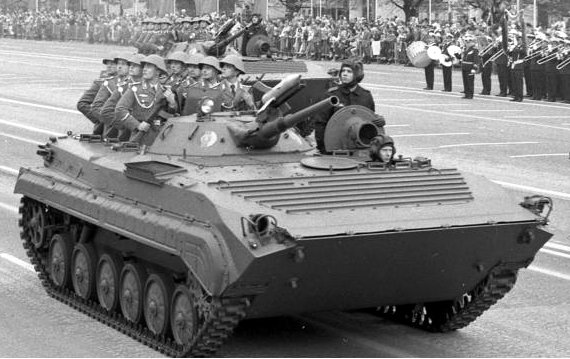
前東德的BMP-1

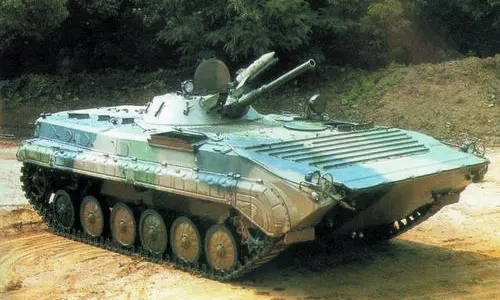
中國86式步兵戰車是仿製來自埃及的BMP-1

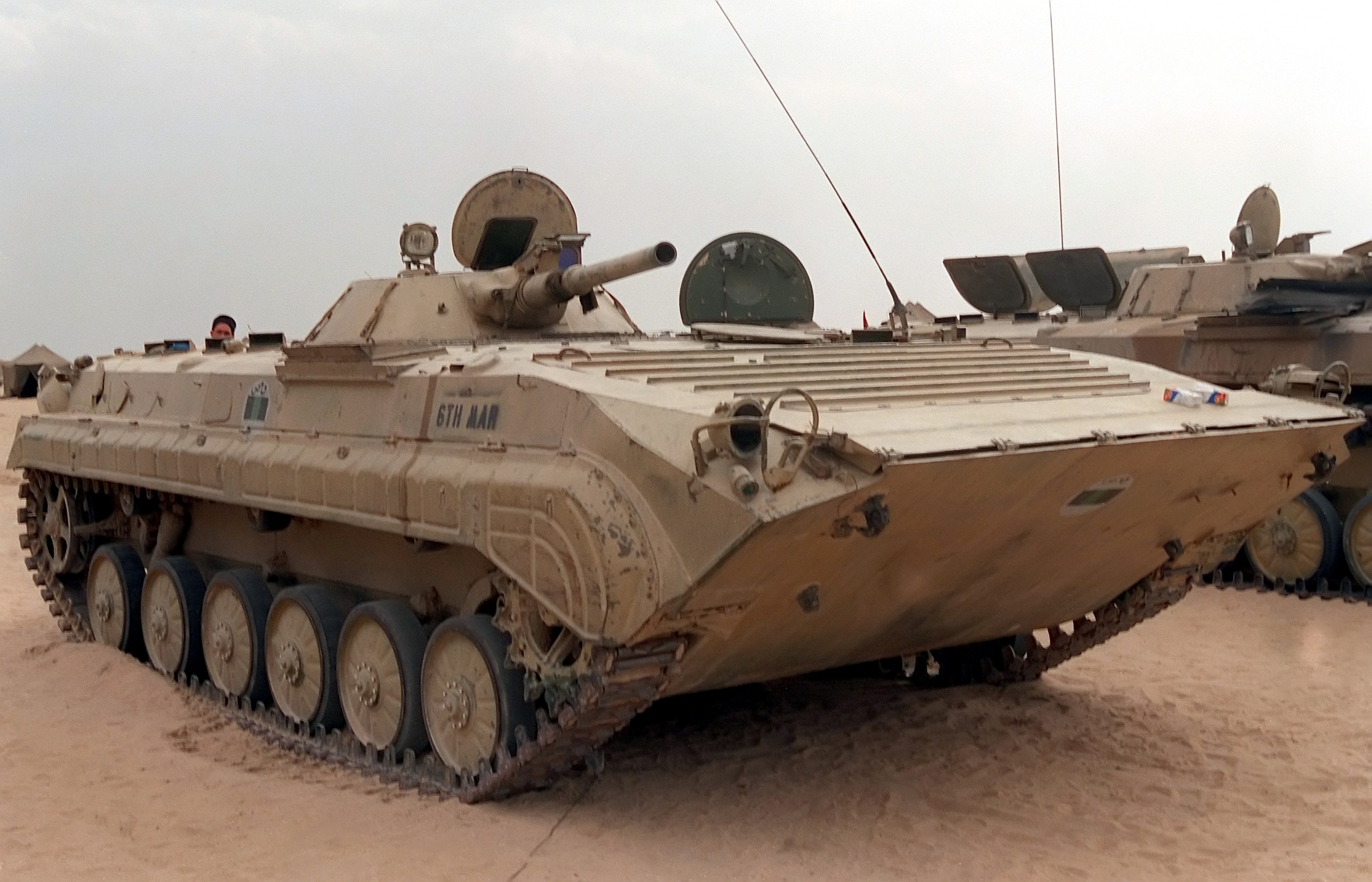
在海灣戰爭中被美軍擄獲的伊拉克軍BMP-1

- 苏联
- 俄羅斯
- 阿布哈茲
- 阿富汗
- 阿尔巴尼亚
- 阿尔及利亚
- 安哥拉
- 白俄羅斯
- 保加利亚[1]
- 中华人民共和国
- 柬埔寨
- 古巴
- 捷克
- 刚果民主共和国
- 埃及
- 衣索比亞
- 芬兰
- 希腊
- 匈牙利
- 印度
- 伊朗
- 伊拉克
- 利比亞
- 蒙古国
- 摩洛哥
- 莫桑比克
- 緬甸
- 波蘭
- 斯洛伐克
- 斯里蘭卡
- 苏丹
- 瑞典
- 叙利亚
- 乌克兰
- 乌拉圭
- 越南
- 捷克斯洛伐克
- 東德
- 伊斯蘭國

## 外部連結
- 蘇聯BMP-1步兵戰車
- RUSSIAN BMP-1 Mechanised Infantry Combat Vehicle – Walk around photos
- Warsaw Pact OOB as of June 1989
- Information in French, a lot of photos including the BMP-1 in Soviet Army service
- .   [2015-04-25]. （原始内容存档于2001-12-08）.
- in Russian, general information
- in Russian, photos (including BMP-1 on water) and specifications[]
- in Russian, information about development
- .   [2015-04-25]. （原始内容存档于2007-12-18）.
- in Russian, list of BMP variants with short information about them（页面存档备份，存于）
- YouTube上的Video about BMP-1
- BMP-1 information
- BMP in a firefighting mission of DHZ POLE, Slovakia

1. ↑  . www.upmedia.mg.   [2023-07-19]. （原始内容存档于2023-07-19）.